# Heteropiidae
Heteropiidae é uma família de esponjas marinhas da ordem Leucosolenida.

## Gêneros
- Grantessa Lendenfeld, 1885
- Grantilla Row, 1909
- Heteropia Carter, 1886
- Paraheteropia Borojevic, 1965
- Sycettusa Haeckel, 1872
- Syconessa Borojevic, Boury-Esnault e Vacelet, 2000
- Vosmaeropsis Dendy, 1892